# 獨自·上場
《獨自·上場》（英語：Li Na）是一部由陈可辛执导、嘉映影业制作的传记电影。改編自中国女网球运动员李娜自傳《獨自上場》，影片聚焦其成长历程，从6岁进入网球队，到后来的大满贯之路。

## 製作
陳可辛花費足足4年時間來籌備，2018年10月已在武漢開機拍攝，2019年2月在澳洲墨爾本殺青，電影將會由李娜的童年、少年以及青年時期跟網球結緣的故事。

## 發行
本片在台灣分別於2020年、2022年二度抽籤並獲得公映資格，均作棄權。
2023年7月，该片已过审，待定档.

## 剧情简介
为了父亲冠军梦六岁李娜走进网球队，网球天才挥洒汗水有血有泪开始了与众不同的成才之路。从武汉到北京再到巴黎伦敦一路上她对网球由恨至爱跌宕起伏的赛场传奇，不离不弃的爱情誓言荣耀背后是超乎常人的努力和心酸 [2]。
杀青海报
影片根据网球运动员李娜的自传《独自上场》改编 [3]，讲述李娜从6岁少年时期、运动员时期到退役之后的故事。并通过她的成长，展现时代裹挟的人生传奇。因为电影讲述的是李娜30年来的故事，饰演“李娜”的演员分为童年版、青少年版和成年版三个不同年龄段，全部由新人饰演，2002年出生的美籍华裔女子网球运动员张欣儿饰演青少年李娜。而出演《黑天鹅》的法国演员文森特·卡索饰演李娜的第四任教练、阿根廷人卡洛斯·罗德里格斯，胡歌则饰演李娜的丈夫姜山。